# Buchères
Buchères település Franciaországban, Aube megyében. Lakosainak száma 1959 fő (2022. január 1.). Buchères Bréviandes, Moussey, Saint-Léger-près-Troyes, Saint-Thibault és Verrières községekkel határos.

## Népesség
A település népességének változása:
| Lakosok száma | 727  | 1314 | 1328 | 1394 | 1487 | 1581 | 1688 | 1827 | 1889 | 1959 |
|               | 1968 | 1982 | 1990 | 2006 | 2013 | 2015 | 2017 | 2019 | 2020 | 2022 |